# نابورگ
شهر نابورگ (به آلمانی: Nabburg) در ایالت بایرن در کشور آلمان واقع شده‌است.